# Respekt

Respekt logo

Respekt (Le Respect) est un hebdomadaire tchèque paraissant à 25 000 exemplaires édité par la société R-PRESSE, spol. s r.o, dont l'audience totale est estimée à 80 000 personnes (source: site internet du magazine).
D'orientation libérale, il contient des articles d'investigation (c'est lui qui a révélé le scandale immobilier qui allait faire tomber le premier ministre tchèque Stanislav Gross) et sur des sujets de sociétés (corruption, atteintes à l'environnement et aux droits de l'homme en particulier). Adoptant un ton volontiers critique, il est surtout lu par l'intelligentsia tchèque qui apprécie son indépendance d'esprit.
Les détracteurs du journal lui reprochent un libéralisme excessif. Ces dernières années le journal a connu un nombre croissant d'attaques en justice de la part de personnalités auxquelles il avait consacré des articles ouvertement critiques.
Respekt est également populaire pour son identité visuelle particulière (impression en noir et blanc, aspect journal et non magazine, illustrations de couverture du dessinateur fétiche du journal Pavel Reisenauer), même si celle-ci s'est légèrement modifiée en 2006 avec l'apparition de la couleur. Une nouvelle présentation serait prévue pour le début 2007.
Respekt fut fondé sous le nom d'Informační servis Občanského Fóra (Service d'informations du Forum civique) par un groupe de jeunes journalistes dissidents. Le périodique changea rapidement de nom, le 1er numéro de Respekt sortit en mars 1990. C'est au cours de cette période que le journal connut ses plus forts tirages, avec 100 000 exemplaires par semaine. De sa fondation jusqu'à aujourd'hui (janvier 2007), les rédacteurs en chef du journal ont été Jan Ruml, Ivan Lamper (aujourd'hui directeur de la publication), Vladimír Mlynář, Martin Fendrych, Petr Holub, Tomáš Němeček, Marek Švehla, Martin Šimečka et Erik Tabery.
Respekt s'est toujours caractérisé au sein de la presse tchèque par une rédaction très jeune. Le journal compte des collaborateurs extérieurs comme le géologue Václav Cílek ou l'écrivain Jáchym Topol. Certains journalistes de Respekt comme Jan Ruml ou Vladimír Mlynář ont plus tard poursuivi une carrière dans la politique et ont été ministres.
Le principal actionnaire de Respekt est, depuis 1996, l'homme politique tchèque Karel Schwarzenberg. Les chiffres de diffusion du journal baissant, il n'a pas une situation financière très stable (7 millions de couronnes tchèques de pertes en 2003). En juin 2006, un actionnaire, Zdeněk Bakala, tenta de prendre le contrôle du journal et d'imposer son rédacteur en chef en la personne de Miloš Čermák pour promouvoir une ligne éditoriale plus grand public, ce qui aboutit à un conflit avec la rédaction qui démissionna en bloc. Un accord entre la rédaction et les actionnaires a finalement abouti à la nomination au poste de rédacteur en chef de Martin Šimečka en novembre 2006.